# Championnat de France de basket-ball 2011-2012
Navigation
Saison précédente Saison suivante
La saison 2011-2012 du championnat de France de basket-ball de Pro A est la 90e édition du championnat de France masculin de basket-ball, la 25e depuis la création de la LNB.
À la fin de la saison régulière, les équipes classées de 1 à 8 sont automatiquement qualifiées pour les quarts de finale des playoffs. Le vainqueur de ces playoffs est désigné Champion de France.
Les équipes classées 15e et 16e de Pro A à l'issue de la saison régulière du championnat, descendent en Pro B. Elles seront remplacées par le club champion de France de Pro B et le club classé premier de la saison régulière ou le deuxième si le champion de France termine premier, à la condition, bien sûr, qu'elles satisfassent aux règles du contrôles de la gestion financière et aux conditions du cahier des charges imposé aux clubs de Pro A. Sinon le 15e voire le 16e peuvent être repêchés si un ou les deux clubs de Pro B ne remplissent pas ces conditions.

## Clubs participants
| \| Chalon-sur-Saône Cholet Dijon Gravelines Toulon Le Havre Le Mans Villeurbanne Nancy Nanterre Orléans Paris Pau-Orthez Poitiers Roanne Strasbourg \| Localisation des clubs engagés dans le championnat. |
| Chalon-sur-Saône Cholet Dijon Gravelines Toulon Le Havre Le Mans Villeurbanne Nancy Nanterre Orléans Paris Pau-Orthez Poitiers Roanne Strasbourg                                                           |

| Clubs                         | Salles                                                    | Capacités                 | Villes           |
| ----------------------------- | --------------------------------------------------------- | ------------------------- | ---------------- |
| Élan sportif chalonnais       | Le Colisée                                                | 4 070 places              | Chalon-sur-Saône |
| Cholet Basket                 | La Meilleraie                                             | 5 191 places              | Cholet           |
| JDA Dijon                     | Palais des sports Jean-Michel-Geoffroy                    | 4 600 places              | Dijon            |
| BCM Gravelines Dunkerque      | Sportica                                                  | 3 500 places              | Gravelines       |
| Hyères Toulon Var Basket      | Palais des sports Jauréguiberry Espace 3000               | 4 700 places 2 200 places | Toulon Hyères    |
| STB Le Havre                  | Salle des Docks Océane                                    | 3 598 places              | Le Havre         |
| Le Mans Sarthe Basket         | Antarès                                                   | 6 023 places              | Le Mans          |
| ASVEL Lyon-Villeurbanne       | Astroballe                                                | 5 643 places              | Villeurbanne     |
| SLUC Nancy Basket             | Palais des sports Jean Weille                             | 6 027 places              | Nancy            |
| JSF Nanterre                  | Palais des sports Maurice-Thorez                          | 1 594 places              | Nanterre         |
| Orléans Loiret Basket         | Zénith d'Orléans Palais des Sports d'Orléans              | 5 538 places 3 222 places | Orléans          |
| Paris-Levallois Basket        | Stade Pierre-de-Coubertin Palais des sports Marcel-Cerdan | 4 200 places 3 050 places | Paris Levallois  |
| Élan Béarnais Pau-Lacq-Orthez | Palais des sports de Pau                                  | 7 813 places              | Pau              |
| Poitiers Basket 86            | Les Arènes Salle Saint Eloi                               | 4 300 places 2 700 places | Poitiers         |
| Chorale Roanne Basket         | Halle André-Vacheresse                                    | 5 010 places              | Roanne           |
| Strasbourg IG Basket          | Rhenus Sport                                              | 6 200 places              | Strasbourg       |

## La saison régulière

### Classement de la saison régulière
| Rang | Équipe                     | Pts | J  | G  | P  | Pp   | Pc   | Diff |
| ---- | -------------------------- | --- | -- | -- | -- | ---- | ---- | ---- |
| 1    | Gravelines-Dunkerque (S11) | 57  | 30 | 27 | 3  | 2377 | 1947 | 430  |
| 2    | Chalon-sur-Saône (C + S12) | 53  | 30 | 23 | 7  | 2494 | 2272 | 222  |
| 3    | Orléans                    | 51  | 30 | 21 | 9  | 2309 | 2119 | 190  |
| 4    | Le Mans                    | 49  | 30 | 19 | 11 | 2487 | 2359 | 128  |
| 5    | Nancy (T)                  | 48  | 30 | 18 | 12 | 2374 | 2283 | 91   |
| 6    | Paris-Levallois            | 47  | 30 | 17 | 13 | 2449 | 2438 | 11   |
| 7    | Roanne                     | 46  | 30 | 16 | 14 | 2287 | 2296 | -9   |
| 8    | Cholet (F)                 | 46  | 30 | 16 | 14 | 2387 | 2320 | 67   |
| 9    | Dijon (P)                  | 44  | 30 | 14 | 16 | 2099 | 2134 | -35  |
| 10   | Strasbourg                 | 44  | 30 | 14 | 16 | 2306 | 2241 | 65   |
| 11   | Nanterre (P)               | 44  | 30 | 14 | 16 | 2394 | 2413 | -19  |
| 12   | Lyon-Villeurbanne          | 43  | 30 | 13 | 17 | 2242 | 2265 | -23  |
| 13   | Poitiers                   | 39  | 30 | 9  | 21 | 2174 | 2336 | -162 |
| 14   | Le Havre                   | 39  | 30 | 9  | 21 | 2315 | 2378 | -63  |
| 15   | Pau-Lacq-Orthez            | 37  | 30 | 7  | 23 | 2270 | 2570 | -300 |
| 16   | Hyères-Toulon              | 30  | 30 | 3  | 27 | 2266 | 2859 | -593 |

|          | Qualification pour les Play-offs 2012              |
|          | Relégation en Pro B                                |
| (T)      | Tenant du titre 2010-2011                          |
| (F)      | Finaliste 2010-2011                                |
| (P)      | Promu 2010-2011                                    |
| (C)      | Tenant des Coupes de France 2010-2011 et 2011-2012 |
| (S11)    | Tenant de la Semaine des As 2011                   |
| (S12)    | Tenant de la Semaine des As 2012                   |
| Source : | lnb.fr                                             |
|          |                                                    |

Note : Les équipes classées de la première à la huitième place à l'issue de la saison régulière sont qualifiées pour les play-offs. 
Les équipes classées quinzième et seizième sont reléguées en Pro B.

### Matches de la saison régulière
| Résultats (dom.\ext.)                                              | CHA    | CHO    | DIJ   | GRA    | HYÈ    | LEH   | LEM    | LYO   | NCY   | NRE    | ORL    | PAR   | PAU    | POI    | ROA   | STR   |
| Chalon-sur-Saône                                                   |        | 71-79  | 84-77 | 77-73  | 104-76 | 89-78 | 99-91  | 76-61 | 72-65 | 99-109 | 94-62  | 86-82 | 85-66  | 83-65  | 78-83 | 80-70 |
| Cholet                                                             | 101-97 |        | 71-88 | 66-76  | 94-72  | 90-77 | 94-84  | 70-79 | 72-78 | 90-82  | 76-86  | 87-94 | 93-85  | 77-85  | 61-73 | 62-76 |
| Dijon                                                              | 75-77  | 67-74  |       | 58-55  | 86-66  | 84-75 | 72-63  | 84-71 | 70-76 | 72-66  | 63-64  | 74-72 | 91-86  | 79-59  | 61-52 | 65-55 |
| Gravelines-Dunkerque                                               | 81-78  | 56-52  | 79-55 |        | 106-57 | 80-57 | 94-76  | 73-53 | 83-61 | 69-61  | 82-58  | 81-75 | 89-60  | 88-64  | 91-59 | 74-54 |
| Hyères-Toulon                                                      | 69-98  | 57-105 | 75-92 | 60-85  |        | 97-84 | 79-101 | 78-87 | 84-97 | 94-97  | 80-105 | 80-91 | 75-89  | 93-90  | 60-85 | 69-88 |
| Le Havre                                                           | 81-80  | 70-74  | 68-66 | 58-67  | 90-101 |       | 86-89  | 77-68 | 91-61 | 74-82  | 72-79  | 89-94 | 102-62 | 87-82  | 96-62 | 77-86 |
| Le Mans                                                            | 77-80  | 76-87  | 68-65 | 85-83  | 112-66 | 88-67 |        | 84-72 | 80-78 | 78-72  | 72-76  | 99-76 | 89-77  | 106-95 | 70-67 | 83-69 |
| Lyon-Villeurbanne                                                  | 86-63  | 67-71  | 76-63 | 69-72  | 92-68  | 68-61 | 73-84  |       | 77-92 | 81-87  | 71-73  | 75-73 | 72-53  | 82-67  | 69-68 | 88-86 |
| Nancy                                                              | 79-84  | 96-88  | 79-68 | 79-81  | 89-76  | 74-72 | 95-77  | 70-82 |       | 81-59  | 73-83  | 82-64 | 97-72  | 76-66  | 94-83 | 67-62 |
| Nanterre                                                           | 81-88  | 68-77  | 89-65 | 85-107 | 102-60 | 69-86 | 72-79  | 97-81 | 64-85 |        | 77-75  | 83-77 | 90-77  | 86-75  | 78-71 | 69-83 |
| Orléans                                                            | 73-84  | 77-70  | 82-55 | 54-69  | 95-73  | 73-72 | 86-74  | 71-60 | 83-68 | 61-64  |        | 85-61 | 98-62  | 83-67  | 82-50 | 73-66 |
| Paris-Levallois                                                    | 77-83  | 70-85  | 68-57 | 75-86  | 93-90  | 88-72 | 85-78  | 86-73 | 99-93 | 86-79  | 79-76  |       | 96-82  | 82-72  | 95-92 | 80-77 |
| Pau-Lacq-Orthez                                                    | 64-74  | 89-100 | 59-57 | 71-88  | 87-80  | 79-89 | 73-83  | 92-91 | 66-73 | 89-84  | 83-78  | 78-88 |        | 84-85  | 87-97 | 79-70 |
| Poitiers                                                           | 55-81  | 69-76  | 66-49 | 59-72  | 91-65  | 82-64 | 75-83  | 73-62 | 60-68 | 72-88  | 65-61  | 73-87 | 85-76  |        | 71-67 | 78-79 |
| Roanne                                                             | 69-76  | 78-71  | 80-58 | 66-71  | 116-90 | 86-74 | 73-69  | 79-76 | 83-75 | 83-76  | 66-69  | 83-80 | 77-74  | 85-80  |       | 74-71 |
| Strasbourg                                                         | 67-74  | 77-74  | 79-83 | 65-66  | 108-76 | 78-69 | 73-89  | 74-80 | 82-73 | 98-78  | 71-88  | 88-76 | 94-69  | 67-48  | 93-80 |       |
| - Victoire à domicile - Victoire à l'extérieur - Match non disputé |        |        |       |        |        |       |        |       |       |        |        |       |        |        |       |       |

### Faits marquants de la saison régulière
Journée 1 (7 et 8 octobre 2011) : En ouverture du championnat, le promu Dijon reçoit le champion en titre Nancy  et ce sont les lorrains, sous l'impulsion de son pivot dominant Akin Akingbala (21 points) et de son joyau Nicolas Batum (17 points), qui s'imposent 70-76. Pau-Lacq-Orthez a facilement disposé d'un Hyères Toulon en difficulté avec seulement huit joueurs alignés dont trois de 19 ans seulement. Paris-Levallois fait le boulot (88-72) face au Havre malgré l'absence de son meneur Philippe Da Silva, meilleur joueur (MVP) de Pro B. Les cinq rencontres du samedi furent serrées jusqu'au bout avec aucune victoire de plus de six points et à l'avantage des équipes qui recevaient. La performance de la soirée est à mettre au compte de Taylor Rochestie (27 d'évaluation) avec Le Mans.
Journée 2 (14 et 15 octobre 2011) : En match avancé, c'est le retour de Tony Parker en Pro A avec l'ASVEL et face à son ancienne équipe du Paris-Levallois (ex-Paris Basket Racing) qui marque cette deuxième journée. "TP" finit la rencontre avec 21 points et permet, non sans mal, à son équipe de l'emporter (75-73). Le Mans et Chalon-sur-Saône confirment leur potentiel en allant s'imposer à l'extérieur respectivement à Pau-Lacq-Orthez et à Orléans. Le samedi est marqué par l'écrasante victoire de Gravelines-Dunkerque et d'un efficace Andrew Albicy sur Roanne à domicile (91-59). Dans le derby de l'Est, c'est Nancy qui prend l'ascendant sur Strasbourg (67-62). Nanterre et Hyères-Toulon, battus respectivement par Cholet et Dijon, ne décollent pas au classement.
Journée 3 (21 et 22 octobre 2011) : Gravelines-Dunkerque confirme sa bonne forme du moment en s'imposant à Villeurbanne (69-72) tout comme Paris-Levallois qui domine Pau-Lacq-Orthez au Palais des Sports (78-88). Roanne se reprend en écrasant Hyères-Toulon (116-90) avec une évaluation collective titanesque (156). Nancy, défait dans la semaine en Euroligue, assure face au promu Nanterre (64-85) pour prendre seul la tête du championnat en profitant des performances de Cholet et Orléans respectivement face à Chalon-sur-Saône et Le Mans à l'extérieur.
Journée 4 (28 et 29 octobre 2011) : En lever de rideau, Paris-Levallois à domicile et Chalon-sur-Saône à l'extérieur se défont respectivement de Roanne (95-92) et Dijon (75-77). Nancy continue sa route seul en tête du classement en disposant, non sans difficultés de Poitiers (76-66) alors que Le Mans se reprend en s'imposant au Havre (86-89). L'ASVEL gagne aussi une victoire précieuse à Cholet (70-79). En bas de classement, Nanterre prend un avantage non négligeable dans la lutte pour le maintien en allant gagner à Hyères-Toulon (94-97).

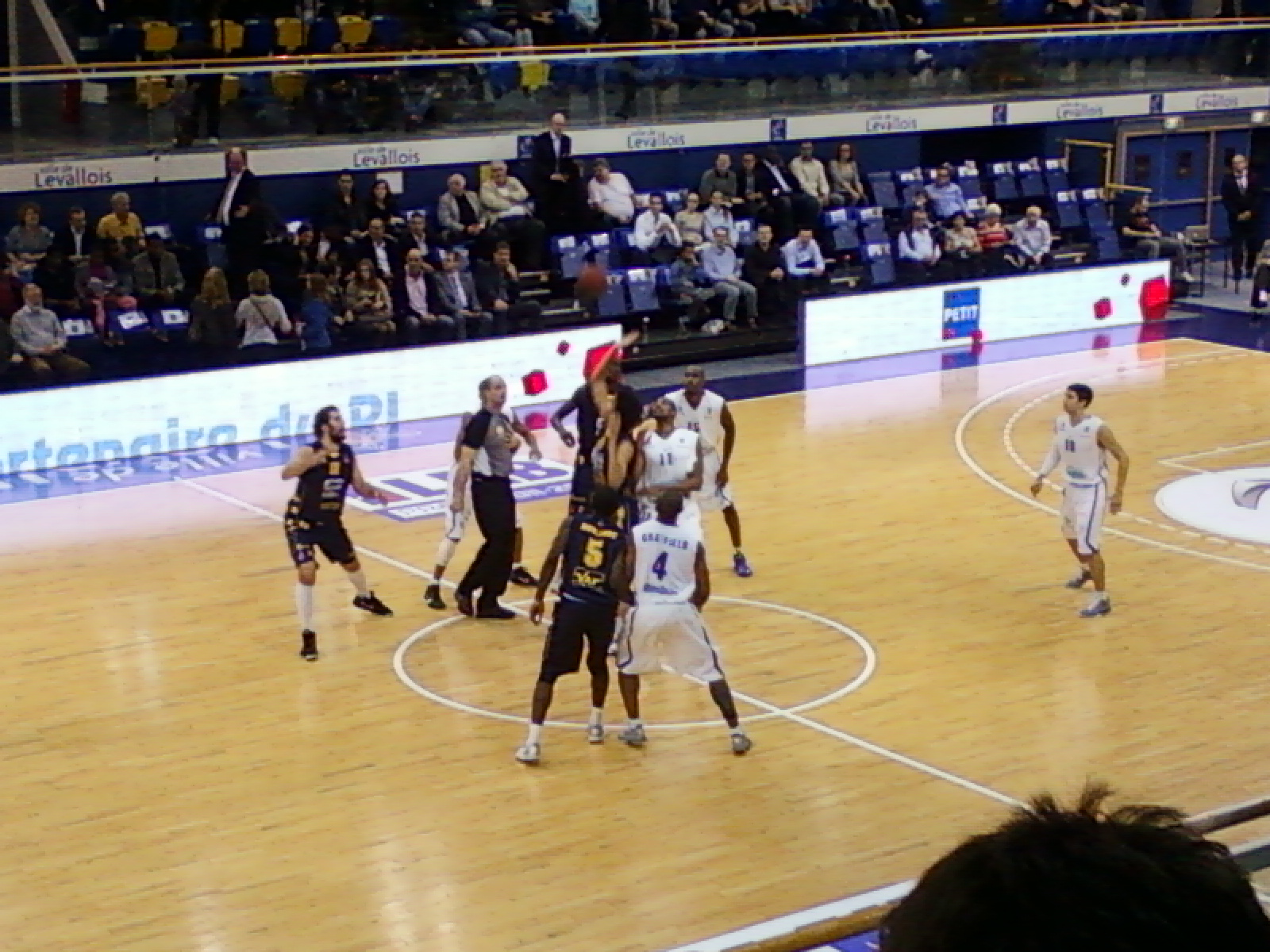
Coup d'envoi du match Paris Levallois - Hyères Toulon du 4 novembre 2011

Journée 5 (4, 5 et 6 novembre 2011) : Le vendredi, Cholet, bien emmené par son trident Gradit-Causeur-Nichols (70 points à eux trois), s'impose à Pau-Lacq-Orthez (100-89) qui n'a toujours pas remporté une rencontre à domicile cette saison. Les équipes de Paris-Levallois et du Mans jouent elles aussi à domicile et éprouvent des difficultés à se défaire respectivement de Hyères-Toulon (93-90) et Dijon (68-65). Le samedi, Gravelines Dunkerque à la salle Saint-Éloi de Poitiers et Chalons-sur-Saône au complet face à Strasbourg ne ratent pas le coche pour rejoindre le groupe de tête. Nanterre remporte sa première victoire à domicile en éliminant Orléans sur un tir de Ryvon Coville. Le dimanche, l'ASVEL accueille Nancy pour un match au parfum de NBA avec la présence de Tony Parker, Ronny Turiaf et Nicolas Batum sur le parquet et ce sont les Cougars qui restent invaincus dans le sillon d'un excellent Victor Samnick.
Journée 6 (11 et 12 novembre 2011) : En match avancé, Cholet reçoit Gravelines et ce sont les nordistes emmenés par Yannick Bokolo qui s'imposent à la Meilleraie (66-76) pour une cinquième victoire consécutive. Chalon-sur-Saône se défait du Mans (99-91 a.p.) alors que Nancy s'impose à Gentilly face à l'un de ses poursuivants directs Paris-Levallois. Le Havre se défait de l'ASVEL dans une salle des Docks Océane pleine (77-68). À noter la 1re victoire de Hyères-Toulon avec un Alexis Ajinça de gala (31 d'évaluation) face à Poitiers.
Journée 7 (18 et 19 novembre 2011) : En battant Chalon-sur-Saône (86-63), l'ASVEL poursuit sa forme du moment vue en EuroCoupe la même semaine. Paris se reprend en disposant d'Orléans le vendredi (79-76). Dans le match au sommet de la 7e journée, Le Mans reçoit le leader Nancy qui chute à Antarès (80-78), laissant Gravelines-Dunkerque revenir en tête du classement après une victoire écrasante sur Hyères-Toulon (106-57).
Journée 8 (26 novembre 2011) : En match avancé, Orléans domine aisément Roanne (82-50) et son nouvel entraîneur Luka Pavićević en remplacement de Jean-Denys Choulet démis de ses fonctions. La journée du samedi est l'occasion pour les joueurs de NBA de briller une dernière fois en Pro A à la suite du préaccord entre la ligue NBA et le syndicat des joueurs de NBA mettant fin au lock-out. Les leaders Nancy et Gravelines poursuivent leur course en tête en disposant respectivemnet de Cholet (96-88) et Nanterre (85-107). Le Mans et Chalon-sur-Saône restent en course en prenant le dessus sur Poitiers (106-95) et Paris-Levallois (86-82) à domicile.
Journée 9 (2 et 3 décembre 2011) :
Journée 10 (10 décembre 2011) :

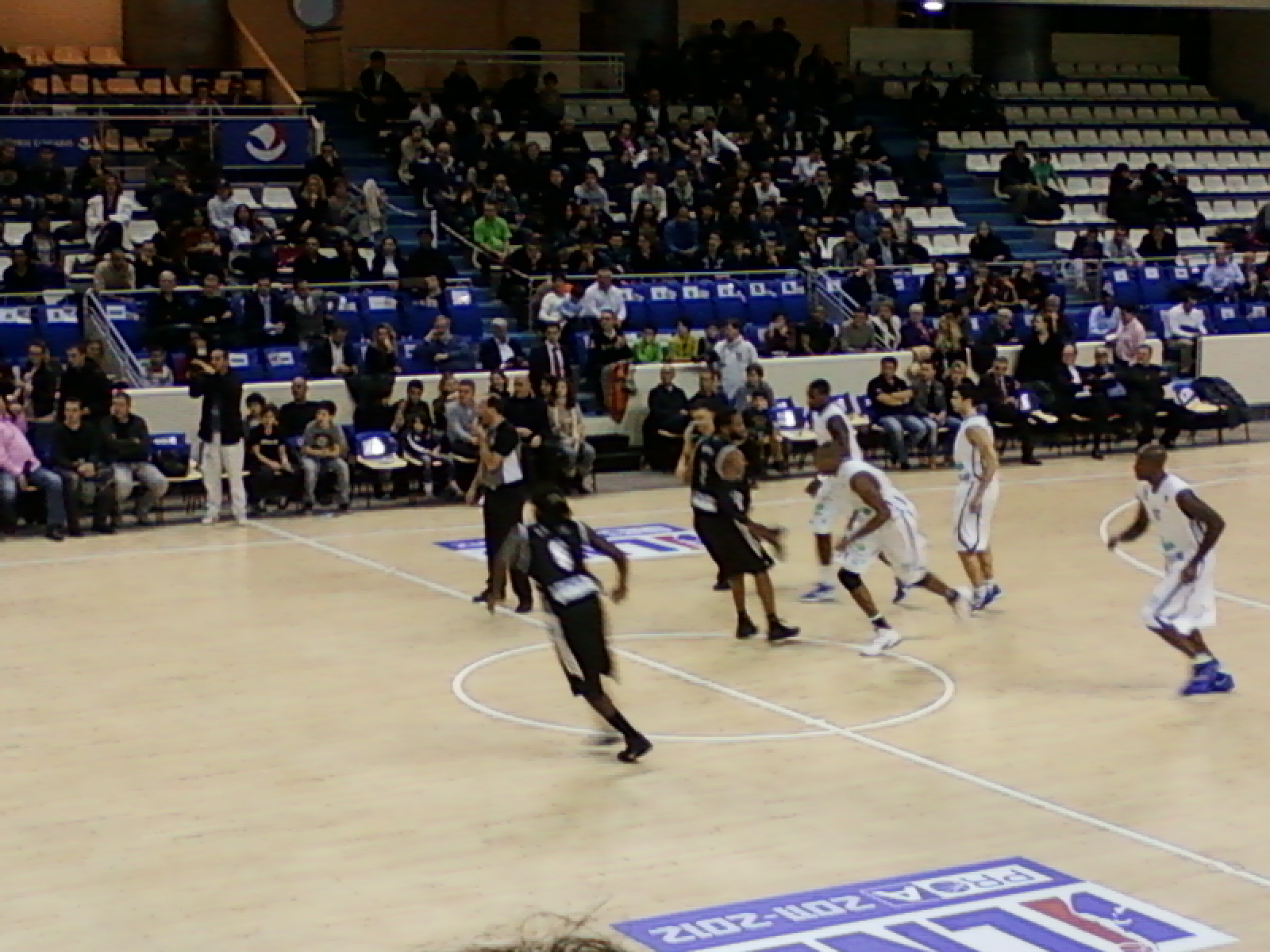
Coup d'envoi du match Paris Levallois - Dijon du 3 décembre 2011

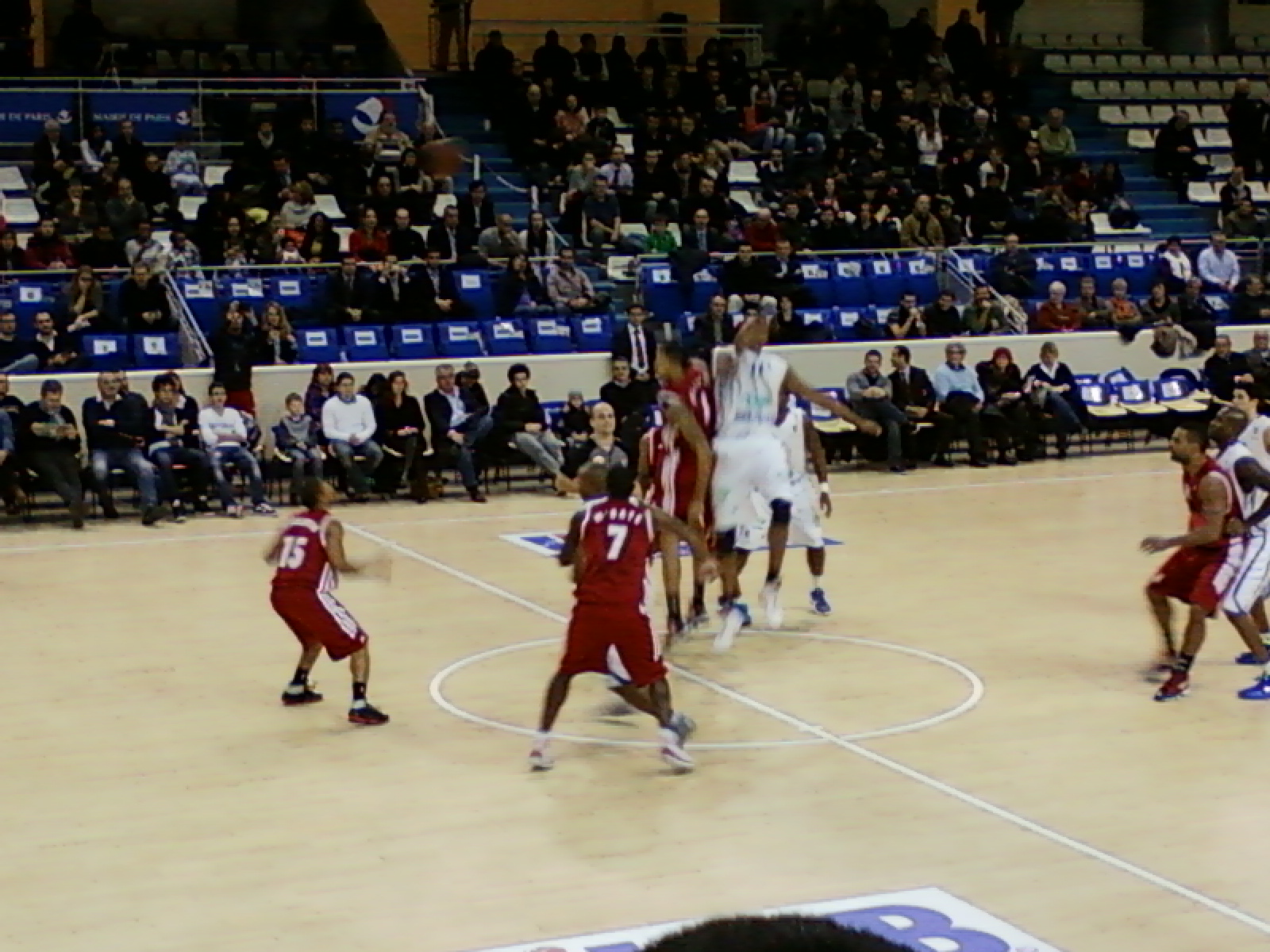
Coup d'envoi du match Paris Levallois - Strasbourg du 16 décembre 2011

Journée 11 (16 et 17 décembre 2011) :
Journée 12 (23 décembre 2011) :
Journée 13 (27 décembre 2011) :
Journée 14 (14 janvier 2012) :
Journée 15 (21 janvier 2012) :
Journée 16 (27 et 28 janvier 2012) :
Journée 17 (4 février 2012) :
Journée 18 (10 et 11 février 2012) :
Journée 19 (25 février 2012) :
Journée 20 (2 et 3 mars 2012) :
Journée 21 (9 et 10 mars 2012) :
Journée 22 (17 mars 2012) :
Journée 23 (24 mars 2012) :
Journée 24 (31 mars 2012) :
Journée 25 (3 et 7 avril 2012) :
Journée 26 (14 avril 2012) :
Journée 27 (20 et 21 avril 2012) :
Journée 28 (28 avril et 12 mai 2012) :
Journée 29 (4 et 5 mai 2012) :
Journée 30 (16 mai 2012) :

### Meilleurs joueurs de la saison régulière
| Catégorie                     | Joueur            | Équipe               | Statistique |
| ----------------------------- | ----------------- | -------------------- | ----------- |
| Évaluation par match          | Lamont Hamilton   | Paris-Levallois      | 20,75       |
| Points par match              | Eric Chatfield    | Paris-Levallois      | 19,79       |
| Rebonds par match             | Chinemelu Elonu   | Pau-Lacq-Orthez      | 8,30        |
| Rebonds défensifs par match   | Lamont Hamilton   | Paris-Levallois      | 5,46        |
| Rebonds offensifs par match   | Chinemelu Elonu   | Pau-Lacq-Orthez      | 3,03        |
| Passes décisives par match    | Kareem Reid       | Hyères-Toulon        | 7,56        |
| Interceptions par match       | Andrew Albicy     | Gravelines-Dunkerque | 2,48        |
| Contres par match             | Alexis Ajinça     | Strasbourg           | 2,00        |
| Fautes provoquées par match   | Fabien Causeur    | Cholet               | 5,40        |
| Dunks par match               | Akin Akingbala    | Nancy                | 2,00        |
| Pourcentage aux tirs          | Uche Nsonwu-Amadi | Roanne               | 65,73 %     |
| Pourcentage aux lancer-francs | Blake Schilb      | Chalon-sur-Saône     | 93,06 %     |
| Pourcentage à 2 points        | Uche Nsonwu-Amadi | Roanne               | 65,73 %     |
| Pourcentage à 3 points        | Maleye N'Doye     | Orléans              | 48,42 %     |

## Les playoffs

### Matchs des playoffs
|  | Quarts de finale         | Quarts de finale | Quarts de finale | Quarts de finale |                     |                  | Demi-finales | Demi-finales | Demi-finales                     | Demi-finales |  |  | Finale | Finale |
|  |                          |                  |                  |                  |                     |                  |              |              |                                  |              |  |  |        |        |
|  | 23, 26 et 29 mai 2012    |                  |                  |                  |                     |                  |              |              |                                  |              |  |  |        |        |
|  |                          |                  |                  |                  |                     |                  |              |              |                                  |              |  |  |        |        |
|  | (1) Gravelines Dunkerque | 76               | 65               | 72               |                     |                  |              |              |                                  |              |  |  |        |        |
|  | (1) Gravelines Dunkerque | 76               | 65               | 72               | 2, 6 et 8 juin 2012 |                  |              |              |                                  |              |  |  |        |        |
|  | (8) Cholet               | 73               | 76               | 78ap             |                     |                  |              |              |                                  |              |  |  |        |        |
|  | (8) Cholet               | 73               | 76               | 78ap             | Cholet              | 78               | 75           | 69           |                                  |              |  |  |        |        |
|  | 22, 25 et 29 mai 2012    |                  |                  |                  | Cholet              | 78               | 75           | 69           |                                  |              |  |  |        |        |
|  |                          | Le Mans          | 83               | 71               | 78                  |                  |              |              |                                  |              |  |  |        |        |
|  | (4) Le Mans              | Le Mans          | 83               | 71               | 78                  | 64               | 68           | 92ap         |                                  |              |  |  |        |        |
|  | (4) Le Mans              |                  |                  |                  |                     | 64               | 68           | 92ap         | 16 juin 2012, Paris-Bercy, Paris |              |  |  |        |        |
|  | (5) Nancy                | 89               | 60               | 84               |                     |                  |              |              |                                  |              |  |  |        |        |
|  | (5) Nancy                | 89               | 60               | 84               | Le Mans             | 76               |              |              |                                  |              |  |  |        |        |
|  | 23 et 26 mai 2012        |                  |                  |                  | Le Mans             | 76               |              |              |                                  |              |  |  |        |        |
|  |                          |                  |                  |                  |                     | Chalon-sur-Saône | 95           |              |                                  |              |  |  |        |        |
|  | (2) Chalon-sur-Saône     | 91               | 85               | -                |                     | Chalon-sur-Saône | 95           |              |                                  |              |  |  |        |        |
|  | (2) Chalon-sur-Saône     | 91               | 85               | -                | 1, 5 et 8 juin 2012 |                  |              |              |                                  |              |  |  |        |        |
|  | (7) Roanne               | 70               | 74               | -                |                     |                  |              |              |                                  |              |  |  |        |        |
|  | (7) Roanne               | 70               | 74               | -                | Chalon-sur-Saône    | 70               | 74           | 83           |                                  |              |  |  |        |        |
|  | 22 et 25 mai 2012        |                  |                  |                  | Chalon-sur-Saône    | 70               | 74           | 83           |                                  |              |  |  |        |        |
|  |                          | Orléans          | 65               | 78               | 81                  |                  |              |              |                                  |              |  |  |        |        |
|  | (3) Orléans              | Orléans          | 65               | 78               | 81                  | 70               | 79           | -            |                                  |              |  |  |        |        |
|  | (3) Orléans              |                  |                  |                  |                     | 70               | 79           | -            |                                  |              |  |  |        |        |
|  | (6) Paris Levallois      | 68               | 73               | -                |                     |                  |              |              |                                  |              |  |  |        |        |

Note: les rencontres des quarts et demi-finales se disputent en deux rencontres victorieuses avec:
- le match aller dans la salle de l'équipe la mieux classée en saison régulière
- le match retour dans la salle de l'équipe la moins bien classée en saison régulière
- le cas échéant, le match d'appui chez le mieux classé

La finale se joue en une seule rencontre sur terrain neutre au Palais omnisports de Paris-Bercy.

### Faits marquants des playoffs
Quarts de Finale Aller (22 et 23 mai 2012) : Nancy (5e), champion en titre et emmené par Pape-Philippe Amagou, prend le dessus sur Le Mans (4e) dès le premier quart temps (13 points d'avance) et s'impose 64-89 à Antarès en ouverture des playoffs. Orléans (3e), porté par Amara Sy, réussit non sans mal à se défaire du Paris-Levallois (6e) et remporte la première manche de 2 points (70-68).
Gravelines (1er) reçoit Cholet (8e) et malgré un mauvais départ (15-21 pour Cholet à la fin du 1er quart-temps), l'équipe du Nord gagne difficilement 76-73. Pour Chalon-sur-Saône (2e), la partie fut plus aisée en mettant à distance Roanne (7e) dès le 1er quart-temps et en continuant à creuser l'écart tout au long de la partie (91-70).
Quarts de Finale Retour (25 et 26 mai 2012) : Orléans, bien emmené par Cedrick Banks (25 points) réussit à se défaire d'un Paris-Levallois solide avec Lamont Hamilton et Eric Chatfield (20 points chacun) dans la dernière période (73-79) et se qualifie pour les demi-finales. Nancy rate le coche en se faisant surprendre sur son parquet par une équipe du Mans défensive et accrocheuse (60-68), emmenant les deux équipes pour une belle à jouer en Sarthe.
Dans le duel de la saison entre Roanne et Chalon-sur-Saône (7e rencontre entre les deux formations en 2011-2012), ce sont les Bourguignons qui ressortent vainqueurs (74-85) et rejoignent Orléans en demi-finales. Roanne, qui a mené la majeure partie de la rencontre, s'est vue infligée un fatidique 25-8 lors du dernier quart-temps. Cholet s'offre une belle dans le Nord en muselant l'attaque des Gravelinois à la Meilleraie (76-65).
Quarts de finale - Matchs d'Appui (29 mai 2012) : Il aura fallu des prolongations lors des matchs d'appui en quarts de finale pour départager les équipes encore en lice. Le Mans avec son pivot J.P. Batista dominateur dans la raquette, se défait du champion en titre Nancy (92-84). Cholet en déplacement dans le Nord a longtemps mené le match avant de voir Gravelines revenir et accrocher une prolongation. L'équipe des Mauges reste solide et, sous l'impulsion déterminante de son ailier William Gradit, s'impose (72-78).
Demi-finales Aller (1er et 2 juin 2012) : Dans un match très défensif, Orléans a réussi à contenir le MVP de la saison Blake Schilb (3/13 aux tirs), mais le collectif chalonnais emmené par Steed Tchicamboud et Nicolas Lang réussit à faire la différence dans la dernière période (70-65). Dans le derby de l'ouest, Le Mans, bien que distancé pendant les trois premiers quart-temps, dépasse Cholet grâce à un 13-0 infligé dans le dernier quart (83-78).
Demi-finales Retour (5 et 6 juin 2012) : Orléans a maîtrisé son match face à Chalon jusqu'au début du quatrième quart-temps (69-56) avant le réveil de Malcolm Delaney (22 points) et consorts qui passèrent devant à la 38e minute (71-72). Mais c'était sans compter sur le sang-froid de Cedrick Banks et Georgi Joseph qui permettent aux Orléanais de remporter la rencontre (78-74). Dans un match de grande intensité, Cholet se défait du Mans (75-71) non sans quelques frayeurs en deuxième période où les Sarthois ont passé un 17-1 aux Choletais. Les deux demi-finales devront se conclure en match d'appui respectivement à Chalon-sur-Saône et Le Mans.
Demi-finales - Matchs d'Appui (8 juin 2012) : Chalon-sur-Saône remporte la belle contre Orléans, de justesse 83 à 81 sur un lay-up de Blake Schilb à 2 secondes de la fin, après avoir été mené quasiment tout le match, avec 14 points de retard (61 à 75) à 5 minutes et 19 secondes de la fin du match… Dans la confrontation entre Le Mans et Cholet, ce sont les Sarthois qui l'emportent (78-69), notamment grâce à leur ailier fort Travon Bryant. Celui-ci, marqueur de trois tirs à trois points en début de dernière période, crée un écart que Cholet, dominateur lors des trois premiers quart-temps, ne comblera pas. Le Mans retrouvera donc Chalon-sur-Saône en finale.
Finale (16 juin 2012) : Dans un match à sens unique où Chalon pris les commandes de la rencontre dès le premier quart-temps, les joueurs du Mans n'ont pu que constater la réussite des Bourguignons (95-76) dans le sillage d'un Blake Schilb élu MVP de la finale. C'est le premier titre de champion de France de l'élan chalonnais qui réalise le triplé Coupe de France - Semaine des As - Championnat et qui se qualifie par la même occasion pour le tour principal de l'Euroligue. C'est aussi le premier titre de champion de France pour l'entraîneur Gregor Beugnot qui avait échoué lors de cinq finales avec l'ASVEL.

## Récompenses individuelles

### Trophées LNB
Les trophées de la ligue sont attribués le vendredi 18 mai 2012.
| MVP français de Pro A - Fabien Causeur (Cholet) Meilleur défenseur de Pro A - Andrew Albicy (Gravelines-Dunkerque) Meilleur espoir de Pro A - Evan Fournier (Poitiers) Meilleur entraîneur de Pro A - Gregor Beugnot (Chalon-sur-Saône) | MVP étranger de Pro A - Blake Schilb (Chalon-sur-Saône) Meilleur marqueur de Pro A - Eric Chatfield (Paris-Levallois) Meilleure progression de Pro A - Evan Fournier (Poitiers) Meilleur entraîneur des Centres de Formation - Antoine Mathieu (Le Mans) |

### MVP de la finale
- Blake Schilb (Chalon-sur-Saône)

### MVPs du mois
| Mois     | Joueur              | Équipe            |
| -------- | ------------------- | ----------------- |
| Octobre  | Tony Parker         | Lyon-Villeurbanne |
| Novembre | Nicolas Batum       | Nancy             |
| Décembre | Taylor Rochestie    | Le Mans           |
| Janvier  | Fabien Causeur      | Cholet            |
| Février  | Blake Schilb        | Chalon-sur-Saône  |
| Mars     | Evan Fournier       | Poitiers          |
| Avril    | Patrick Christopher | Cholet            |

## Clubs engagés en coupe d'Europe
Pour la saison 2011-2012
| Compétition Européenne      | Clubs (classement en saison régulière) | Raison d'attribution                       | Parcours                                                                   |
| --------------------------- | -------------------------------------- | ------------------------------------------ | -------------------------------------------------------------------------- |
| Euroligue tour principal    | SLUC Nancy (2e)                        | Champion de France                         | Éliminé au 1er tour (3V - 7D)                                              |
| Euroligue tour préliminaire | Cholet Basket (1er)                    | Finaliste du championnat                   | reversé en EuroCoupe, éliminé au 1er tour (2V - 4D)                        |
| Euroligue tour préliminaire | BCM Gravelines-Dunkerque (4e)          | Meilleur demi-finaliste du championnat     | reversé en EuroCoupe, éliminé au 2e tour (5V - 7D)                         |
| Euroligue tour préliminaire | ASVEL Lyon-Villeurbanne (6e)           | Wild-card                                  | reversé en EuroCoupe, éliminé au 2e tour (5V - 7D)                         |
| EuroCoupe tour préliminaire | Élan sportif chalonnais (3e)           | Meilleur quart de finaliste du championnat | reversé en EuroChallenge, finaliste                                        |
| EuroCoupe tour préliminaire | Le Mans SB (8e)                        | Wild-card                                  | qualifié pour le tour principal d'EuroCoupe, éliminé au 1er tour (1V - 5D) |
| EuroChallenge               | Chorale de Roanne (5e)                 | 5e du championnat                          | Éliminé en quart de finale                                                 |
| EuroChallenge               | Élan béarnais Pau-Lacq-Orthez (9e)     | 9e du championnat (remplace Hyères Toulon) | Éliminé au 1er tour (1V - 5D)                                              |

Pour la saison 2012-2013 à venir
| Compétition Européenne      | Clubs (classement en saison régulière) | Raison d'attribution                  | Parcours |
| --------------------------- | -------------------------------------- | ------------------------------------- | -------- |
| Euroligue tour principal    | Élan sportif chalonnais (2e)           | Champion de France                    | -        |
| Euroligue tour préliminaire | Le Mans Sarthe Basket (4e)             | Finaliste du championnat              | -        |
| EuroCoupe                   | Orléans Loiret Basket (3e)             | Demi-finaliste du championnat         | -        |
| EuroCoupe                   | Cholet Basket (8e)                     | Demi-finaliste du championnat         | -        |
| EuroChallenge               | BCM Gravelines-Dunkerque (1er)         | Quart de finaliste du championnat     |          |
| EuroChallenge               | SLUC Nancy (5e)                        | Quart de finaliste du championnat     | -        |
| EuroChallenge               | Paris-Levallois Basket (6e)            | Quart de finaliste du championnat     | -        |
| EuroChallenge               | Jeanne d'Arc Dijon Basket (9e)         | profite du désistement de Roanne (7e) | -        |

## Classement de présaison
À la suite des matchs amicaux de présaison 2011.
| Classement | Clubs                | Victoires | Défaites | Ratio V/D |
| ---------- | -------------------- | --------- | -------- | --------- |
| 1          | Nancy                | 10        | 2        | 0,83      |
| 2          | Chalon-sur-Saône     | 6         | 2        | 0,75      |
| 3          | Dijon                | 10        | 3        | 0,71      |
| 4          | Orléans              | 7         | 3        | 0,70      |
| 5          | Roanne               | 8         | 4        | 0,67      |
| 6          | Nanterre             | 5         | 3        | 0,63      |
| 7          | Gravelines Dunkerque | 8         | 5        | 0,62      |
| 8          | Le Havre             | 6         | 4        | 0,60      |
| 9          | Poitiers             | 3         | 3        | 0,50      |
| 10         | Pau-Lacq-Orthez      | 4         | 5        | 0,44      |
| 10         | Paris Levallois      | 4         | 5        | 0,44      |
| 12         | Hyères Toulon        | 3         | 4        | 0,43      |
| 13         | Cholet               | 4         | 6        | 0.40      |
| 13         | Lyon-Villeurbanne    | 4         | 6        | 0.40      |
| 13         | Le Mans              | 4         | 6        | 0.40      |
| 16         | Strasbourg           | 2         | 8        | 0,20      |

## Budget des clubs
Budgets prévisionnels et masses salariales des clubs de Pro A au début de la saison 2011-2012
| Clubs                         | Masse salariale (€) | Budget (€) |
| ----------------------------- | ------------------- | ---------- |
| Élan sportif chalonnais       | 1 305 000           | 4 286 000  |
| Cholet Basket                 | 1 393 000           | 4 952 000  |
| JDA Dijon                     | 1 170 000           | 3 894 000  |
| BCM Gravelines Dunkerque      | 1 535 000           | 4 778 000  |
| Hyères Toulon Var Basket      | 750 000             | 2 384 000  |
| STB Le Havre                  | 750 000             | 2 548 000  |
| Le Mans Sarthe Basket         | 1 421 000           | 4 754 000  |
| ASVEL Lyon-Villeurbanne       | 1 801 000           | 5 464 000  |
| SLUC Nancy Basket             | 1 412 000           | 4 446 000  |
| JSF Nanterre                  | 731 000             | 2 420 000  |
| Orléans Loiret Basket         | 1 572 000           | 4 617 000  |
| Paris-Levallois Basket        | 1 225 000           | 3 840 000  |
| Élan Béarnais Pau-Lacq-Orthez | 1 378 000           | 4 638 000  |
| Poitiers Basket 86            | 1 040 000           | 2 890 000  |
| Chorale Roanne Basket         | 1 782 000           | 4 691 000  |
| SIG Basket-ball Strasbourg    | 1 352 000           | 4 348 000  |